# Mondfest

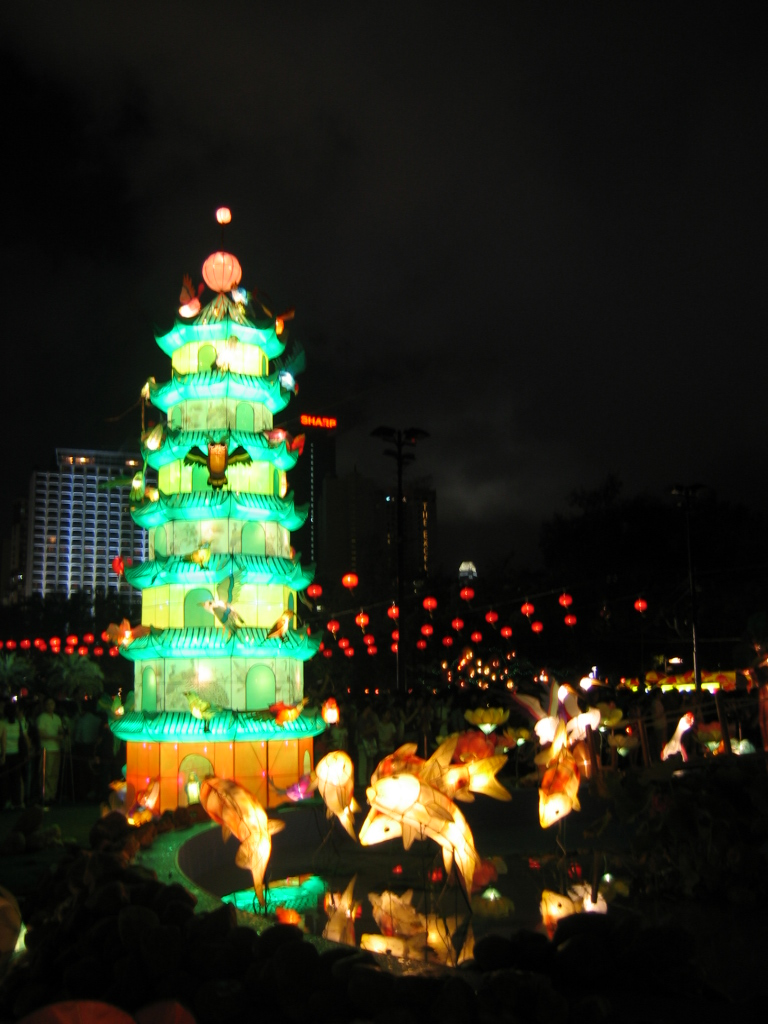
Lichterinstallation zum Mondfest in Hongkong

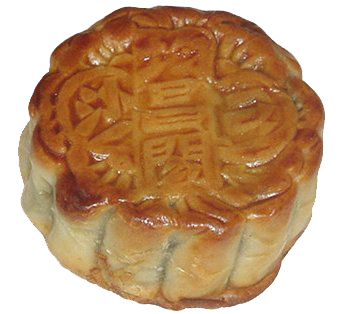
Traditioneller, gebackener Mondkuchen

Das Mondfest oder Mittherbstfest (chinesisch 中秋節 / 中秋节, Pinyin Zhōngqiūjié, kurz: 中秋,  Zhōngqiū) wird in Asien am 15. Tag des achten Monats im traditionellen chinesischen Mondkalender (genauer chinesischen Lunisolarkalender) begangen. Im Altertum opferten die Kaiser im Frühling der Sonne und im Herbst dem Mond. Der Begriff „Mittherbst“ (中秋) erscheint erstmals im klassischen Text Riten der Zhou als Bezeichnung für den mittleren Herbstmonat, also den achten Monat des chinesischen Kalenders. Zu Beginn der Tang-Dynastie (618–907) wurde das Mittherbstfest erstmals gefeiert und entwickelte sich im Laufe der Kaiserzeit zu einem der wichtigsten chinesischen Feiertage. Ursprünglich von Adligen und Literaten begangen, ist das Mondfest heute ein traditionelles Familienfest. Im Mittelpunkt steht dabei der helle Mond, denn nach dem chinesischen Kalender folgt auf den 15. Tag eines Monats stets eine Vollmondnacht.  
Das Fest wird auch in Südkorea als Chuseok und in Vietnam als Tết Trung Thu gefeiert. In Japan gibt es ebenfalls ein äquivalentes Fest namens Otsukimi.

## Bräuche
Traditionell werden am Mondfest Mondkuchen mit verschiedenen Füllungen, z. B. süße, salzige, mit Fleisch oder vegetarischer Füllung, gegessen. Die runden, handtellergroßen Mondkuchen, die ursprünglich Opfergabe waren, werden nie für den Eigenbedarf gekauft, sondern am Mondfest an Verwandte, Freunde, Nachbarn, Angestellte verschenkt. Die Füllung kann salzig oder süß sein und jede Bäckerei hat ein eigenes Rezept.
In China und Vietnam machen viele Familien am Mondfest einen Ausflug. Meist wird gegrillt und es werden Mondkuchen und Pomelos, die in Form und Farbe an den Vollmond erinnern, gegessen und am Abend wird gemeinsam der Vollmond betrachtet. Neben dem Familientreffen gibt es in vielen Regionen auch öffentliche Feierlichkeiten wie z. B. Laternenausstellungen, Drachentanz und Akrobatikvorführungen.
Die drei wichtigsten Bräuche sind:
- den Mondschein genießen,
- die Dekoration der Straßen mit Mondfestlaternen und
- das Verschenken und Genießen von Mondkuchen.

In Taiwan wird in den letzten Jahren dazu überall an den Straßen im Familienkreis und mit Nachbarn zusammen gegrillt (烤肉,  kǎoròu). Außerdem werden auch gern Pomelos verschenkt, die durch ihre Form ebenfalls an den Vollmond erinnern.

## Mythologischer Hintergrund
Zum Mondfest gibt es mehrere Sagen. Nach einer rührt das Mondfest von der Legende Chang’es Aufsteigen zum Mond (嫦娥奔月,  Cháng’é Bēnyuè) um den Bogenschützen Hou Yi (后羿,  Hòuyì) her. In der Vorzeit gab es zehn Sonnen, von der Sonnengöttin Xihe geborene dreifüßige Vögel namens Yangwu (阳乌,  Yángwū) oder Jinwu (金乌,  Jīnwū), die sich eines Tages sammelten und die Erde vertrocknen und die Ernte verdorren ließen. Hou Yi bestieg den Gipfel des Kunlun-Berges, schoss neun Sonnen herunter und befahl der letzten Sonne, jeden Tag pünktlich auf- und unterzugehen.
Von einer Göttin hatte Hou Yi ein Elixier der Unsterblichkeit bekommen. Seine Frau Chang’e schluckte diese Medizin und schwebte daraufhin zum Mond empor. Dort baute sie sich einen Palast, in dem sie seitdem lebt.

## Termine
- 2008: 14. September
- 2009:   3. Oktober
- 2010: 22. September
- 2011: 12. September
- 2012: 30. September
- 2013: 19. September
- 2014:   8. September
- 2015: 27. September
- 2016: 15. September
- 2017:   4. Oktober
- 2018: 24. September
- 2019: 13. September
- 2020:   1. Oktober
- 2021: 21. September
- 2022: 10. September
- 2023: 29. September
- 2024: 17. September
- 2025: 6. Oktober
- 2026: 25. September
- 2027: 15. September
- 2028: 3. Oktober